# Sulima (Sierra Leone)
Sulima – miasto w południowo-wschodnim Sierra Leone, koło granicy z Liberią. Położone jest w ujściu rzeki Moa.